# Tournoi des Six Nations féminin 2003
Cet article traite de l'épreuve féminine. Pour la compétition masculine, voir Tournoi des Six Nations masculin 2003.
Pour un article plus général, voir Tournoi des Six Nations féminin.
Navigation
Tournoi féminin 2002 Tournoi féminin 2004
Le Tournoi des Six Nations féminin 2003 est la huitième édition du tournoi, et la deuxième qui se joue à six nations. Cette édition se déroule du 15 février au 29 mars 2003 et oppose les équipes d'Angleterre, d'Écosse, d'Espagne, de France, d'Irlande et du pays de Galles.
L'équipe d'Angleterre l'emporte avec un Grand Chelem et la Triple couronne, tandis que l'Espagne reçoit la Cuillère de bois.

## Les matches
Les rencontres du tournoi se déroulent sur cinq journées en février et mars.
| 15 février 2003 | Twickenham             | Angleterre     | 57 - 0 | France  |
| 15 février 2003 | Cardiff Arms Park      | Pays de Galles | 44 - 0 | Espagne |
| 16 février 2003 | Netherdale, Galashiels | Écosse         | 25 - 0 | Irlande |

| 21 février 2003 | Cardiff Arms Park | Pays de Galles | 07 - 69 | Angleterre |
| 22 février 2003 | Évreux            | France         | 14 - 19 | Écosse     |
| 22 février 2003 | Madrid            | Espagne        | 00 - 16 | Irlande    |

| 9 mars 2003 | Thomond Park, Limerick      | Irlande    | 00 - 20 | France         |
| 9 mars 2003 | The Stoop, Twickenham       | Angleterre | 69 - 0  | Espagne        |
| 9 mars 2003 | Stade Meadowbank, Édimbourg | Écosse     | 09 - 8  | Pays de Galles |

| 21 mars 2003 | Cardiff Arms Park     | Pays de Galles | 17 - 0  | Irlande |
| 22 mars 2003 | Gérone                | Espagne        | 07 - 27 | France  |
| 22 mars 2003 | The Stoop, Twickenham | Angleterre     | 09 - 8  | Écosse  |

| 28 mars 2003 | Thomond Park, Limerick      | Irlande | 03 - 46 | Angleterre     |
| 28 mars 2003 | Paris                       | France  | 34 - 7  | Pays de Galles |
| 29 mars 2003 | Stade Meadowbank, Édimbourg | Écosse  | 48 - 7  | Espagne        |

## Le classement

Nations participant au Tournoi.

| Rang | Nation         | J | V | N | D | Pm  | Pe  | Diff | Pts |
| ---- | -------------- | - | - | - | - | --- | --- | ---- | --- |
| 1    | Angleterre     | 5 | 5 | 0 | 0 | 264 | 7   | +257 | 10  |
| 2    | Écosse         | 5 | 4 | 0 | 1 | 101 | 60  | +41  | 8   |
| 3    | France (T)     | 5 | 3 | 0 | 2 | 95  | 90  | +5   | 6   |
| 4    | Pays de Galles | 5 | 2 | 0 | 3 | 83  | 104 | -21  | 4   |
| 5    | Irlande        | 5 | 1 | 0 | 4 | 19  | 108 | -89  | 2   |
| 6    | Espagne        | 5 | 0 | 0 | 5 | 14  | 204 | -190 | 0   |

|  | Vainqueur du tournoi  |
|  | T : tenante du titre. |